# Gahama (vattendrag i Burundi, Ngozi)
Gahama är ett vattendrag i Burundi.   Det ligger i provinsen Ngozi, i den norra delen av landet, 70 kilometer nordost om huvudstaden Bujumbura.
Omgivningarna runt Gahama är en mosaik av jordbruksmark och naturlig växtlighet. Runt Gahama är det tätbefolkat, med 383 invånare per kvadratkilometer.